# Скотт, Уильям Берриман

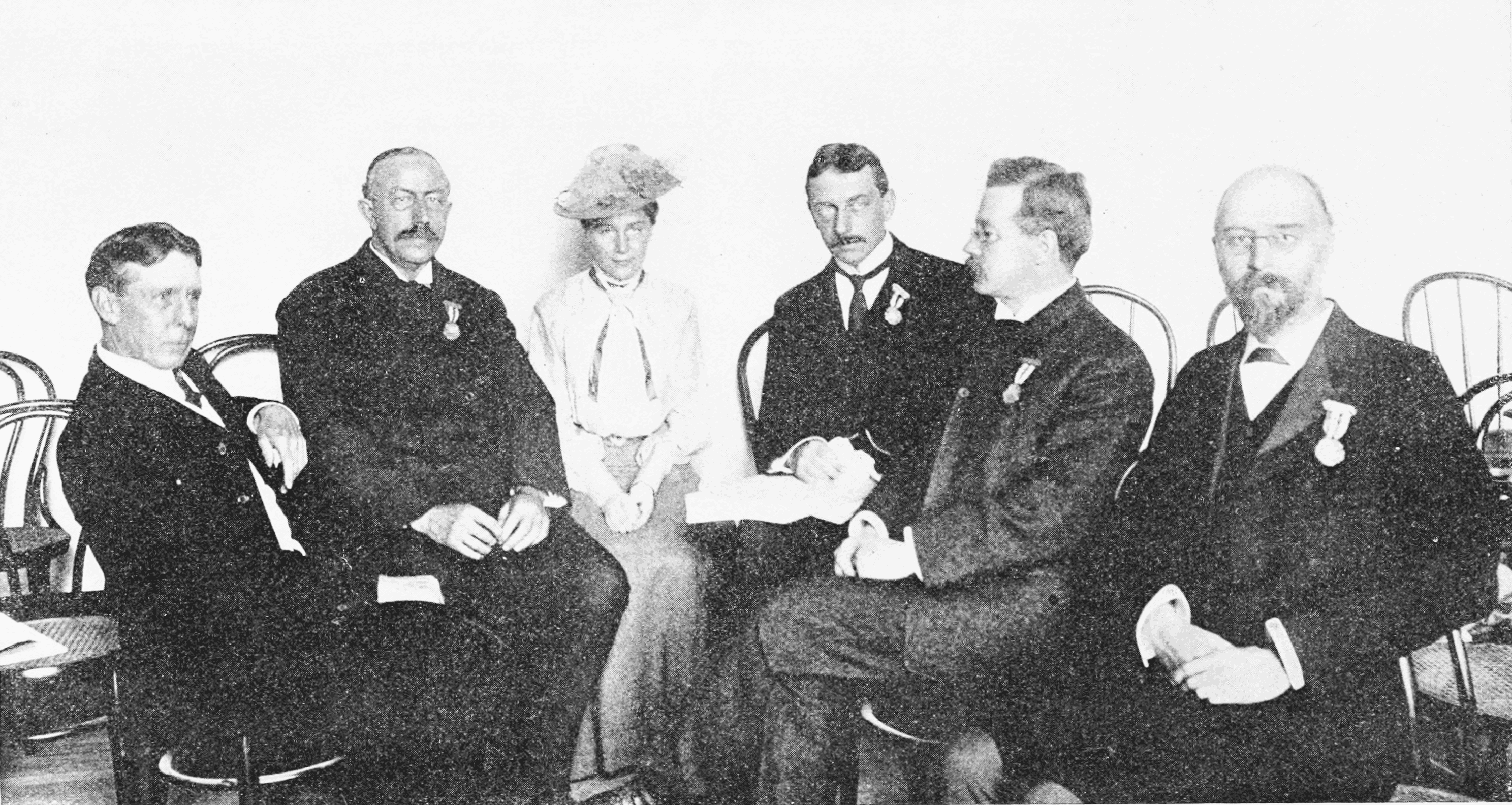
Сотрудники Сент-Луисской секции палеонтологии: слева направо Джон Мейсон Кларк, Дэвид Старр Джордан, неизвестная женщина, Генри Фэрфилд Осборн, Уильям Берриман Скотт (второй справа), Артур Смит Вудвард

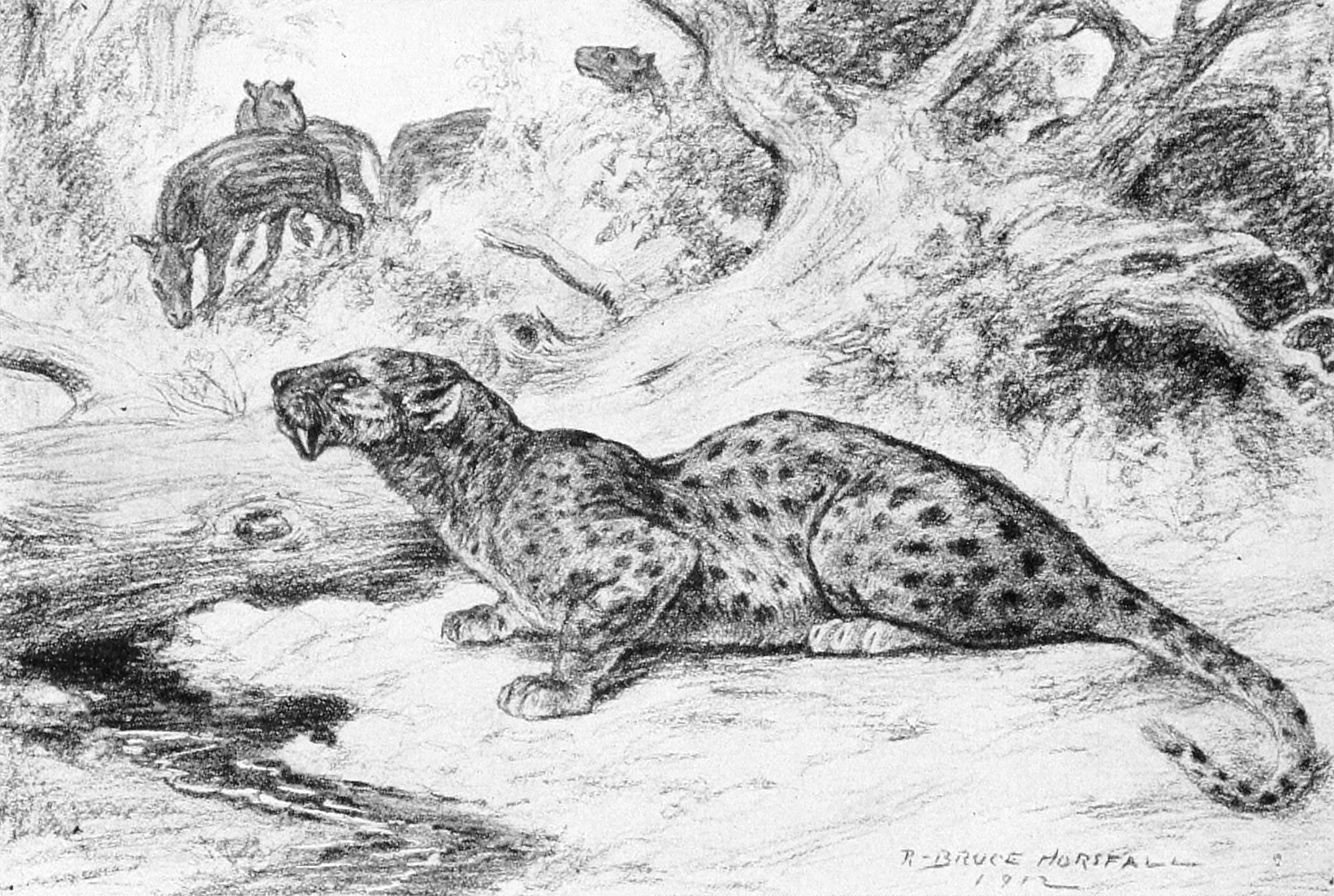
Реконструкция Hoplophoneus primaevus и Merycoidod, выполненная Уильямом Берриманом Скоттом в 1913 году

Уильям Берриман Скотт (англ. William Berryman Scott; 12 февраля 1858 — 29 марта 1947) — американский палеонтолог позвоночных, специалист по млекопитающим. Доктор философии (1880). Профессор геологии и палеонтологии в Принстонском университете. Автор монографии об ископаемых эпох олигоцена, миоцена и плиоцена, найденных на реке Уайт-Ривер (приток Миссури).

## Биография
В 1877 году окончил Принстонский университет со степенью бакалавра. В 1880 году окончил Гейдельбергский университет и получил там же степень доктора философии. 
Тесно сотрудничал с Генри Фэрфилдом Осборном сперва в качестве бакалавра, затем — помощником по геологии (1880—1884), с 1884 года работал профессором геологии и палеонтологии в университете Принстона.
В числе его известных учеников были Джеймс Уильямс Гидли и Элмер Риггс.
Будучи студентом Принстона, исследователем и преподавателем, обнаружил и изучил многих ископаемых позвоночных и, тем самым, помог инициировать и развить важные теории, которые тестировали и расширили некоторые идеи Дарвина об органической эволюции.
Автор монументальной серии монографий об млекопитающих Белой реки. Как и Осборн, Скотт выступал против дарвиновской эволюционной теории, в частности, ортогенеза.
У. Б. Скотт в 1925 году был президентом Геологического общества Америки.

## Избранные труды
- "American Elephant Myths, " Scribner’s, April 1887, 469—478.
- Some memories of a palaeontologist. Princeton, Princeton university press, 1939. 4 p.l., 336 p.
- The osteology and relations of Protoceras. Boston, Ginn & company, 1895.
- The evolution of the Mammalia (1901)
- An introduction to geology (1908)
- The theory of evolution (1917)
- Some memories of a palaeontologist. (1939)
- Reports of the Princeton University Expeditions to Patagonia, 1896—1899 Princeton, The University, 1901-32 [v. 1, 1903] 8 v. in 13. illus. (part col.) maps (part fold., part col.) tables. 34 cm.
- Geological climates
- A History of Land Mammals in the Western Hemisphere. Illustrated with 32 plates and more than 100 drawings, by Bruce Horsfall. New York, The MacMillan Company, 1913. [A History of Land Mammals in the Western Hemisphere.djvu]
- The osteology and relations of Protoceras. Boston, Ginn & company, 1895. 1 p.l., 303—374. 3 pl. (2 fold.) diagr. 26 cm.
- Science (journal), volume 5, issue 120, May 22, 1885, pp. 420—422.

## Награды
- Медаль Волластона Геологического общества Лондона (1910)[2]
- Медаль Мэри Кларк Томпсон Национальной академии наук США (1930, за новаторскую работу по сохранению ископаемых)[3]
- Медаль Пенроуза Геологического общества Америки (1939, в знак признания выдающихся исследований в области чистой геологии, за выдающийся оригинальный вклад или достижения, которые знаменуют собой значительный прогресс в науке о геологии)[4]
- Медаль Даниэля Жиро Эллиота Национальной академии наук США (1940, за работу в области зоологии или палеонтологических исследований, опубликованную в трёх-пятилетний период)[5]